# Nyugati sörtésmadár
A nyugati sörtésmadár (Dasyornis longirostris) a madarak osztályának verébalakúak (Passeriformes) rendjébe és a sörtésmadárfélék (Dasyornithidae) családjába tartozó faj.

## Rendszerezése
A fajt John Gould angol ornitológus írta le 1841-ben.

## Előfordulása
Ausztrália délnyugati részén honos. Természetes élőhelyei a mérsékelt övi cserjések. Állandó, nem vonuló faj.

## Megjelenése
Testhossza 17 centiméter, testtömege 26-39 gramm.

## Életmódja
Gerinctelenekkel és magvakkal táplálkozik.

## Természetvédelmi helyzete
Az elterjedési területe rendkívül kicsi, mely tüzek miatt még csökken is, egyedszáma is csökkenő. A Természetvédelmi Világszövetség Vörös listáján veszélyeztetett fajként szerepel.

## Külső hivatkozások
- Képek az interneten a fajról
- Internet Bird Collection - videók a fajról
- Xeno-canto.org - a faj hangja és elterjedési területe